# Władysław Klamerus

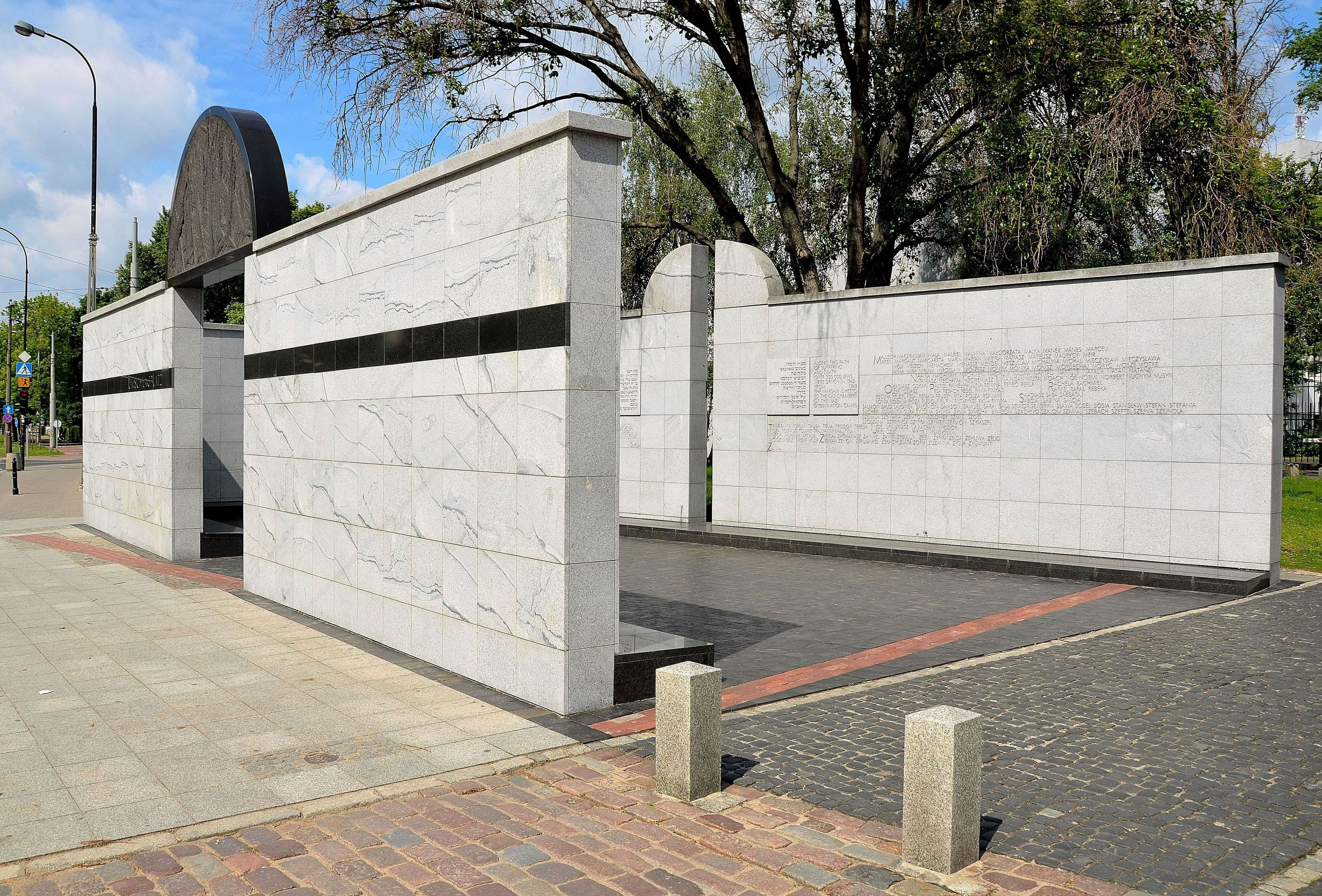
Pomnik Umschlagplatz w Warszawie, którego współautorem jest Władysław Klamerus

Władysław Klamerus (ur. 13 stycznia 1956 r. w Zakopanem, zm. 14 lipca 1992 r. w Warszawie) – polski artysta rzeźbiarz, malarz, scenograf. Absolwent Państwowego Liceum Sztuk Plastycznych im. Antoniego Kenara w Zakopanem (1976) i Wydziału Rzeźby Akademii Sztuk Pięknych w Warszawie.
Mieszkał i tworzył w Zakopanem, a później w Warszawie i w Paryżu. Uprawiał rzeźbę, malarstwo, rysunek, tkaninę artystyczną, a doraźnie zajmował się konserwacją (m.in. nagrobków na cmentarzu żydowskim przy ul. Okopowej w Warszawie). Jego dorobek artystyczny został w większości zebrany przez fundację jego imienia. Pod koniec lat 70. XX wieku związany był z Galerią Repassage. Jako scenograf współpracował z autorskim teatrem Kana.
Podczas stanu wojennego kolportował Tygodnik Mazowsze i książki Nowej. Współprojektant i współautor (z Hanną Szmalenberg) pomnika Umschlagplatz wykonanego w 1988 oraz upamiętnienia ofiar getta warszawskiego na cmentarzu żydowskim przy ul. Okopowej w Warszawie.
Pod koniec życia związany był z Katarzyną Kozyrą, wówczas studentką Wydziału Rzeźby ASP w Warszawie.
W dzieciństwie zachorował na chorobę Heinego-Medina, czego skutkiem było trwałe inwalidztwo. Mimo tego (poruszał się o kulach) wspinał się po drogach taternickich. Zmarł z powodu raka wątrobowokomórkowego. Jego prochy zostały rozsypane w Tatrach.